# Aire d'attraction de Sainte-Marie-aux-Mines
L'aire d'attraction de Sainte-Marie-aux-Mines est un zonage d'étude défini par l'Insee pour caractériser l’influence de la commune de Sainte-Marie-aux-Mines sur les communes environnantes. Publiée en octobre 2020, elle se substitue à l'aire urbaine de Sainte-Marie-aux-Mines, qui comportait 2 communes dans le zonage de 2010.

### Carte

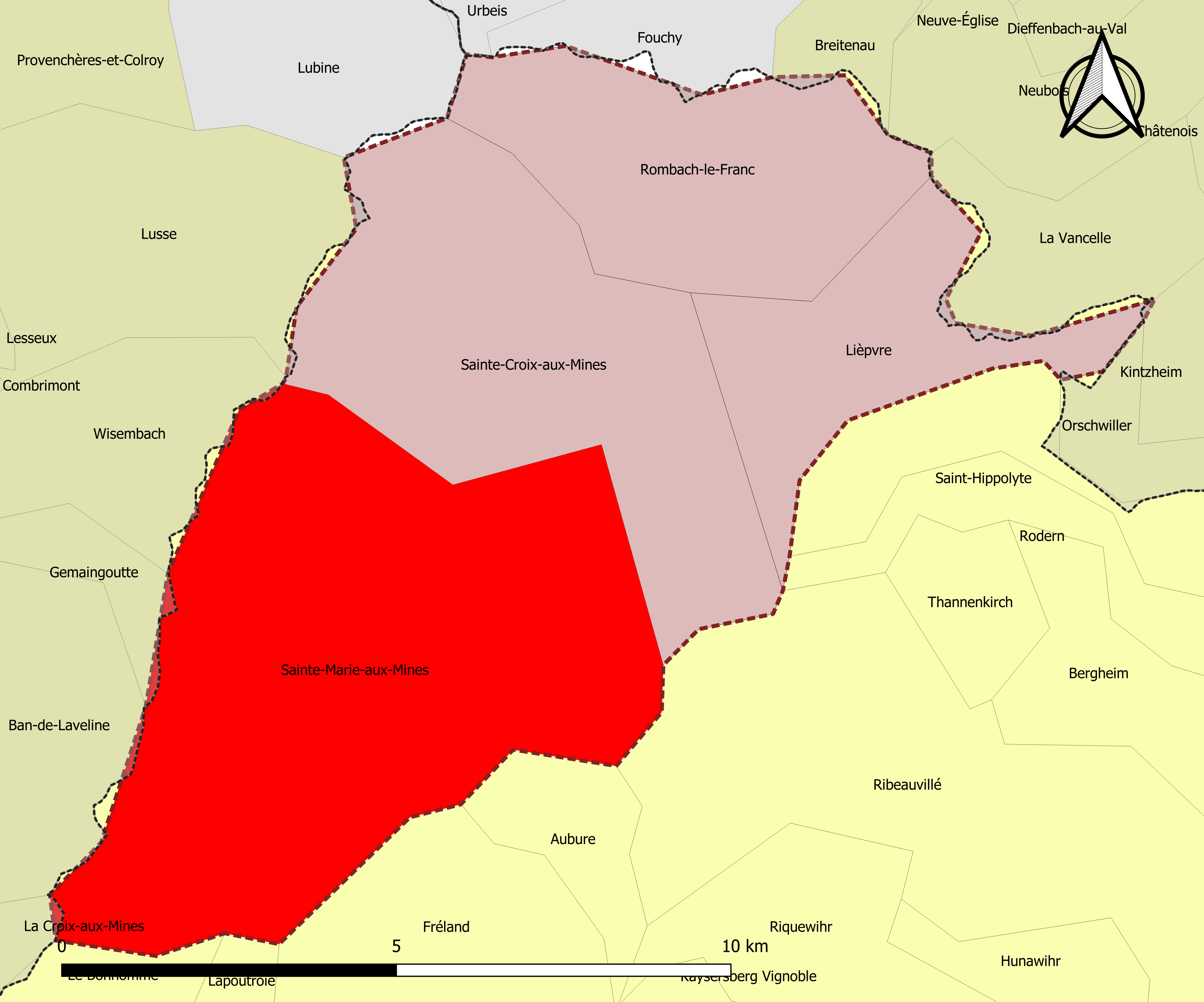
Carte de l'aire d'attraction de Sainte-Marie-aux-Mines.
Commune-centre
Commune du pôle principal

## Définition
L'aire d'attraction d'une ville est composée d’un pôle, défini à partir de critères de population et d’emploi ainsi que d’une couronne constituée des communes dont au moins 15 % des actifs travaillent dans le pôle. Le pôle d’attraction constitue ainsi un point de convergence des déplacements domicile-travail,.

## Géographie
L’aire d'attraction de Sainte-Marie-aux-Mines est une aire intra-départementale qui comporte 4 communes dans le Haut-Rhin. 

### Composition communale
| Nom                                     | Code Insee | Département | Statut                    | Superficie (km2) | Population (dernière pop. légale) | Densité (hab./km2) | Modifier                                    |
| --------------------------------------- | ---------- | ----------- | ------------------------- | ---------------- | --------------------------------- | ------------------ | ------------------------------------------- |
| Sainte-Marie-aux-Mines (commune-centre) | 68298      | Haut-Rhin   | commune-centre            | 45,23            | 4 945 (2022)                      | 109                | modifier les données · modifier les données |
| Lièpvre                                 | 68185      | Haut-Rhin   | commune du pôle principal | 12,55            | 1 647 (2022)                      | 131                | modifier les données · modifier les données |
| Rombach-le-Franc                        | 68283      | Haut-Rhin   | commune du pôle principal | 17,87            | 785 (2022)                        | 44                 | modifier les données · modifier les données |
| Sainte-Croix-aux-Mines                  | 68294      | Haut-Rhin   | commune du pôle principal | 27,85            | 1 756 (2022)                      | 63                 | modifier les données · modifier les données |

## Démographie
Cette aire est catégorisée dans les aires de moins de 50 000 habitants, une catégorie qui regroupe 12,2 % de la population au niveau national,.